# Aeropuerto Nacional de Ixtepec
El Aeropuerto Nacional de Ixtepec ó Base Aérea Militar N° 2 de Ixtepec "General Antonio Cárdenas Rodríguez" (BAM-2 Ixtepec) (Código IATA: IZT - Código OACI: MMIT - Código DGAC: IZT), es un aeropuerto militar ubicado 12 kilómetros al sur de la Ciudad Ixtepec, Oaxaca, México, en terrenos del municipio de Asunción Ixtaltepec. La base tiene una rampa de uso civil en la cabecera 36, es decir, no es de uso exclusivo militar.

## Información
El 28 de mayo de 1935, durante las fiestas patronales de Juchitán llegó a este lugar la escuadrilla aérea comandada por el Capitán José Pérez Allende e integrada por los tenientes Lucio Chía López, José Preciado Acosta Isaísas Francisco Aguilar, Filiberto Medivil Gómez y el Sargento José Paniagua, haciendo e primer vuelo hacia la región del Istmo de Tehuentepec. La base aérea como tal se construyó durante la Segunda Guerra Mundial como base aérea junto con la Base Aérea de Cozumel, al finalizar la guerra, en 1945, Mexicana de Aviación adquirió el campo militar, mismo que fue administrado por Industrias y Terrenos S.A. hasta el primero de abril de 1949, que pasó nuevamente al gobierno federal y en 1950 fue convertida en base aérea. Actualmente cuenta con una pista de aterrizaje de 2,330 metros de largo y 45 metros de ancho. En esta base se ubican de forma permanente el Escuadrón Aéreo 402 que opera T-6 Texan II y la primera escuadrilla de vigilancia que opera aeronaves C-26 y Embraer 145.
Durante 2021, el aeropuerto recibió a 6,778 pasajeros, mientras que en 2022 recibió a 7,696 de acuerdo a Aeropuertos y Servicios Auxiliares.

### Terminal civil
En abril de 2017 se reiniciaron las operaciones de la terminal civil, que da servicio a los municipios de Asunción Ixtaltepec, Ixtepec, Juchitán de Zaragoza, La Ventosa, Salina Cruz, Tehuantepec, Unión Hidalgo, San Blas Atempa, El Espinal con vuelos comerciales a la Ciudad de México con la aerolínea Aeromar. El primer vuelo Ciudad de México - Ixtepec se efectuó el 26 de abril de 2017.
La habilitación de esta terminal aérea mixta es el resultado de una inversión superior a los $300 millones de pesos, recursos federales que permitieron contar con la ampliación y renovación del edificio terminal, un nuevo Servicio de Salvamento y Extinción de Incendios (SEI), nueva torre de control y equipamiento, calle de rodaje (C), ampliación a una posición adicional en plataforma, estacionamiento para automóviles y accesos a edificio terminal; además de la construcción de un nuevo acceso monumental, oficinas de despacho militar, estación meteorológica, rehabilitación de vialidades internas y colocación de cercado para protección de fauna.

## Aerolíneas y destinos

### Pasajeros
| Destinos por aerolínea                                    | Destinos por aerolínea | Destinos por aerolínea | Destinos por aerolínea |
| Aerolínea                                                 | Destinos               |                        |                        |
| --------------------------------------------------------- | ---------------------- | ---------------------- | ---------------------- |
| Aerotucán                                                 | Oaxaca                 |                        |                        |
| Mexicana de Aviación                                      | Ciudad de México–AIFA  |                        |                        |
| Total: 2 destinos (nacionales), 2 aerolíneas (nacionales) |                        |                        |                        |

### Destinos nacionales
Se brinda servicio a 2 ciudades dentro del país a cargo de 2 aerolíneas.
| Ciudad de México (NLU) |   | • |   | 1 |
| Oaxaca (OAX)           | • |   |   | 1 |
| Total                  | 1 | 1 | 0 | 2 |

## Estadísticas

### Tráfico anual
| Año  | Operaciones aéreas | cambio en % | Movimiento de carga (t) | cambio en % | Pasajeros Totales | cambio en % |
| 2017 | 398                | Sin cambios | 49                      | Sin cambios | 17,426            | Sin cambios |
| 2018 | 1,384              | 247.74%     | 23                      | 52.53%      | 39,835            | 128.60%     |
| 2019 | 1,300              | 6.07%       | 25                      | 8.44%       | 36,296            | 8.88%       |
| 2020 | 638                | 50.92%      | 12                      | 52%         | 12,368            | 65.92%      |
| 2021 | 396                | 37.93%      | 13                      | 0.08%       | 6,778             | 45.19%      |
| 2022 | 410                | 3.54%       | 8                       | 38.46%      | 7,696             | 13.54%      |
| 2023 | 154                |             | 0                       |             | 1,366             |             |
| 2024 | 710                |             | 1                       |             | 15,222            |             |
| ---- | ------------------ | ----------- | ----------------------- | ----------- | ----------------- | ----------- |

## Accidentes e incidentes
- El 15 de noviembre de 1963 la aeronave Douglas C-47 con matrícula ETM-6010 perteneciente a la Fuerza Aérea Mexicana se estrelló durante su aproximación a la Base Aérea de Ixtepec matando a 4 tripulantes, solo sobrevivió el operador de radio de la aeronave.[9]

- El 20 de marzo de 1992 la aeronave Lockheed T-33A Shooting Star de la Fuerza Aérea Mexicana con matrícula JE-056 se estrelló cerca de San Agustín Yatareni durante su aproximación a la Base Aérea de Oaxaca dejando herido al piloto que logró eyectarse. La aeronave había salido de la Base Aérea de Ixtepec.[10]

- El 22 de septiembre de 1999 la aeronave Lockheed T-33A Shooting Star de la Fuerza Aérea Mexicana con matrícula 4058 se estrelló durante su aproximación a la Base Aérea de Ixtepec, haciendo que el piloto se eyectara.[11]

- El 17 de julio de 2018 una aeronave Beechcraft T-6C+ Texan II con matrícula 2048 de la Fuerza Aérea Mexicana impactó con el suelo mientras despegaba durante un vuelo de entrenamiento. Los ocupantes lograron eyectarse resultando con heridas leves.[12][13]

## Aeropuertos cercanos
Los aeropuertos más cercanos son:
- Aeropuerto Internacional de Bahías de Huatulco (149km)
- Aeropuerto Internacional de Minatitlán (179km)
- Aeropuerto Internacional Xoxocotlán (179km)
- Aeropuerto Internacional de Tuxtla (222km)
- Aeropuerto Internacional de Puerto Escondido (223km)